# José Ramón Lete
José Ramón Lete Lasa, nacido en San Sebastián el 31 de agosto de 1957, es un exjugador de baloncesto y político español. Después de ser director general para el Deporte de la Junta de Galicia, fue nombrado presidente del Consejo Superior de Deportes —con rango de secretario de Estado— el 17 de noviembre de 2016, sucediendo en el cargo a Miguel Cardenal, hasta el 26 de junio de 2018, cuando fue sucedido por María José Rienda.